# Ptychamalia narogena
Ptychamalia narogena là một loài bướm đêm trong họ Geometridae.